# Tour de l'Algarve 2012
La 38e édition de la course cycliste par étapes Tour de l'Algarve a lieu du 15 au 19 février 2012. La course fait partie de l'UCI Europe Tour 2012, en catégorie 2.1.

## Équipes présentes
| N.    | Équipe                  |
| ----- | ----------------------- |
| 01-08 | Omega Pharma-Quick Step |
| 11-18 | RadioShack-Nissan       |
| 21-28 | Movistar                |
| 31-38 | Sky                     |
| 41-48 | Rabobank                |
| 51-58 | Lotto-Belisol           |
| 61-68 | AG2R La Mondiale        |
| 71-78 | BMC Racing              |
| 81-88 | Garmin-Barracuda        |
| 91-98 | Saxo Bank               |

| N.      | Équipe                       |
| ------- | ---------------------------- |
| 101-108 | Vacansoleil-DCM              |
| 111-118 | Topsport Vlaanderen-Mercator |
| 121-128 | Caja Rural                   |
| 131-138 | RusVelo                      |
| 141-148 | UnitedHealthcare             |
| 151-159 | An Post-Sean Kelly           |
| 161-168 | Efapel-Glassdrive            |
| 171-180 | Onda                         |
| 181-188 | Carmim-Prio                  |
| 191-198 | LA-Antarte                   |

## Classements des étapes
| #         | Date       | Parcours                      | km         | Vainqueur d'étape    | Leader du général    |
| --------- | ---------- | ----------------------------- | ---------- | -------------------- | -------------------- |
| 1re étape | 15 février | Dunas Douradas - Albufeira    | 151,0      | Gianni Meersman      | Gianni Meersman      |
| 2e étape  | 16 février | Faro - Lagoa                  | 187,5      | Edvald Boasson Hagen | Edvald Boasson Hagen |
| 3e étape  | 17 février | Castro Marim - Alto do Malhão | 194,6      | Richie Porte         | Richie Porte         |
| 4e étape  | 18 février | Vilamoura - Tavira            | 186,3      | Gerald Ciolek        | Richie Porte         |
| 5e étape  | 19 février | Lagoa - Portimão              | 25,8 (clm) | Bradley Wiggins      | Richie Porte         |

### 1reétape
|   | Coureur           | Pays     | Équipe           |    | Temps           |
| - | ----------------- | -------- | ---------------- | -- | --------------- |
| 1 | Gianni Meersman   | Belgique | Lotto-Belisol    | en | 4 h 02 min 17 s |
| 2 | Greg Van Avermaet | Belgique | BMC Racing       | +  | m.t             |
| 3 | Matti Breschel    | Danemark | Rabobank         |    | m.t             |
| 4 | Björn Leukemans   | Belgique | Vacansoleil-DCM  |    | m.t             |
| 5 | Nicolas Roche     | Irlande  | AG2R La Mondiale |    | m.t             |

|   | Coureur           | Pays     | Équipe           |    | Temps           |
| - | ----------------- | -------- | ---------------- | -- | --------------- |
| 1 | Gianni Meersman   | Belgique | Lotto-Belisol    | en | 4 h 02 min 07 s |
| 2 | Greg Van Avermaet | Belgique | BMC Racing       | +  | 4 s             |
| 3 | Matti Breschel    | Danemark | Rabobank         |    | 6 s             |
| 4 | Björn Leukemans   | Belgique | Vacansoleil-DCM  |    | 10 s            |
| 5 | Nicolas Roche     | Irlande  | AG2R La Mondiale |    | 10 s            |

### 2eétape
|   | Coureur              | Pays      | Équipe                  |    | Temps           |
| - | -------------------- | --------- | ----------------------- | -- | --------------- |
| 1 | Edvald Boasson Hagen | Norvège   | Sky                     | en | 4 h 57 min 23 s |
| 2 | Kris Boeckmans       | Belgique  | Vacansoleil-DCM         | +  | m.t             |
| 3 | Gerald Ciolek        | Allemagne | Omega Pharma-Quick Step |    | m.t             |
| 4 | Matti Breschel       | Danemark  | Rabobank                |    | m.t             |
| 5 | Anthony Ravard       | France    | AG2R La Mondiale        |    | m.t             |

|   | Coureur              | Pays     | Équipe          |    | Temps           |
| - | -------------------- | -------- | --------------- | -- | --------------- |
| 1 | Edvald Boasson Hagen | Norvège  | Sky             | en | 8 h 59 min 30 s |
| 2 | Gianni Meersman      | Belgique | Lotto-Belisol   | +  | 0 s             |
| 3 | Kris Boeckmans       | Belgique | Vacansoleil-DCM |    | 4 s             |
| 4 | Greg Van Avermaet    | Belgique | BMC Racing      |    | 4 s             |
| 5 | Matti Breschel       | Danemark | Rabobank        |    | 6 s             |

### 3eétape
|   | Coureur           | Pays      | Équipe            |    | Temps           |
| - | ----------------- | --------- | ----------------- | -- | --------------- |
| 1 | Richie Porte      | Australie | Sky               | en | 4 h 55 min 11 s |
| 2 | Tiago Machado     | Portugal  | RadioShack-Nissan | +  | 8 s             |
| 3 | Rui Costa         | Portugal  | Movistar          |    | 8 s             |
| 4 | Johnny Hoogerland | Pays-Bas  | Vacansoleil-DCM   |    | 24 s            |
| 5 | Wout Poels        | Pays-Bas  | Vacansoleil-DCM   |    | 24 s            |

|   | Coureur           | Pays      | Équipe            |    | Temps            |
| - | ----------------- | --------- | ----------------- | -- | ---------------- |
| 1 | Richie Porte      | Australie | Sky               | en | 13 h 54 min 41 s |
| 2 | Tiago Machado     | Portugal  | RadioShack-Nissan | +  | 12 s             |
| 3 | Rui Costa         | Portugal  | Movistar          |    | 14 s             |
| 4 | Johnny Hoogerland | Pays-Bas  | Vacansoleil-DCM   |    | 34 s             |
| 5 | Wout Poels        | Pays-Bas  | Vacansoleil-DCM   |    | 34 s             |

### 4eétape
|   | Coureur              | Pays      | Équipe                  |    | Temps           |
| - | -------------------- | --------- | ----------------------- | -- | --------------- |
| 1 | Gerald Ciolek        | Allemagne | Omega Pharma-Quick Step | en | 4 h 35 min 01 s |
| 2 | Matteo Trentin       | Italie    | Omega Pharma-Quick Step | +  | m.t             |
| 3 | Heinrich Haussler    | Australie | Garmin-Barracuda        |    | m.t             |
| 4 | Edvald Boasson Hagen | Norvège   | Sky                     |    | m.t             |
| 5 | Francesco Lasca      | Italie    | Caja Rural              |    | m.t             |

|   | Coureur               | Pays      | Équipe            |    | Temps            |
| - | --------------------- | --------- | ----------------- | -- | ---------------- |
| 1 | Richie Porte          | Australie | Sky               | en | 18 h 29 min 42 s |
| 2 | Rui Costa             | Portugal  | Movistar          | +  | 12 s             |
| 3 | Tiago Machado         | Portugal  | RadioShack-Nissan |    | 12 s             |
| 4 | Johnny Hoogerland     | Pays-Bas  | Vacansoleil-DCM   |    | 34 s             |
| 5 | Jurgen Van den Broeck | Belgique  | Lotto-Belisol     |    | 34 s             |

### 5eétape
|   | Coureur            | Pays             | Équipe                  |    | Temps       |
| - | ------------------ | ---------------- | ----------------------- | -- | ----------- |
| 1 | Bradley Wiggins    | Royaume-Uni      | Sky                     | en | 32 min 48 s |
| 2 | Tony Martin        | Allemagne        | Omega Pharma-Quick Step | +  | 0 s         |
| 3 | Richie Porte       | Australie        | Sky                     |    | 13 s        |
| 4 | Tejay van Garderen | États-Unis       | BMC Racing              |    | 14 s        |
| 5 | Jesse Sergent      | Nouvelle-Zélande | RadioShack-Nissan       |    | 14 s        |

|   | Coureur               | Pays        | Équipe                  |    | Temps            |
| - | --------------------- | ----------- | ----------------------- | -- | ---------------- |
| 1 | Richie Porte          | Australie   | Sky                     | en | 19 h 02 min 43 s |
| 2 | Tony Martin           | Allemagne   | Omega Pharma-Quick Step | +  | 37 s             |
| 3 | Bradley Wiggins       | Royaume-Uni | Sky                     |    | 44 s             |
| 4 | Jurgen Van den Broeck | Belgique    | Lotto-Belisol           |    | 50 s             |
| 5 | Rui Costa             | Portugal    | Movistar                |    | 58 s             |

### Classement général final
|    | Cycliste              | Pays        | Équipe                  |    | Temps            |
| -- | --------------------- | ----------- | ----------------------- | -- | ---------------- |
| 1  | Richie Porte          | Australie   | Sky                     | en | 19 h 02 min 43 s |
| 2  | Tony Martin           | Allemagne   | Omega Pharma-Quick Step | +  | 37 s             |
| 3  | Bradley Wiggins       | Royaume-Uni | Sky                     |    | 44 s             |
| 4  | Jurgen Van den Broeck | Belgique    | Lotto-Belisol           |    | 50 s             |
| 5  | Rui Costa             | Portugal    | Movistar                |    | 58 s             |
| 6  | Tiago Machado         | Portugal    | RadioShack-Nissan       |    | 1 min 02 s       |
| 7  | Tejay van Garderen    | États-Unis  | BMC Racing              |    | 1 min 13 s       |
| 8  | Andrew Talansky       | États-Unis  | Garmin-Barracuda        |    | 1 min 14 s       |
| 9  | Johnny Hoogerland     | Pays-Bas    | Vacansoleil-DCM         |    | 1 min 33 s       |
| 10 | Gianni Meersman       | Belgique    | Lotto-Belisol           |    | 1 min 39 s       |

## Évolutions des classements
| Étape              | Vainqueur            | Classement général · | Classement de la montagne · | Classement des sprints · | Classement par points · | Classement par équipes |
| ------------------ | -------------------- | -------------------- | --------------------------- | ------------------------ | ----------------------- | ---------------------- |
| 1                  | Gianni Meersman      | Gianni Meersman      | Karsten Kroon               | Karsten Kroon            | Gianni Meersman         | AG2R La Mondiale       |
| 2                  | Edvald Boasson Hagen | Edvald Boasson Hagen | Karsten Kroon               | Raúl Alarcón             | Matti Breschel          | Vacansoleil-DCM        |
| 3                  | Richie Porte         | Richie Porte         | Sérgio Sousa                | Raúl Alarcón             | Matti Breschel          | Movistar               |
| 4                  | Gerald Ciolek        | Richie Porte         | Sérgio Sousa                | Raúl Alarcón             | Edvald Boasson Hagen    | Movistar               |
| 5                  | Bradley Wiggins      | Richie Porte         | Sérgio Sousa                | Raúl Alarcón             | Edvald Boasson Hagen    | Sky                    |
| Classements finals | Classements finals   | Richie Porte         | Sérgio Sousa                | Raúl Alarcón             | Edvald Boasson Hagen    | Sky                    |